# José Buenaventura Thierry Dumont de Gages

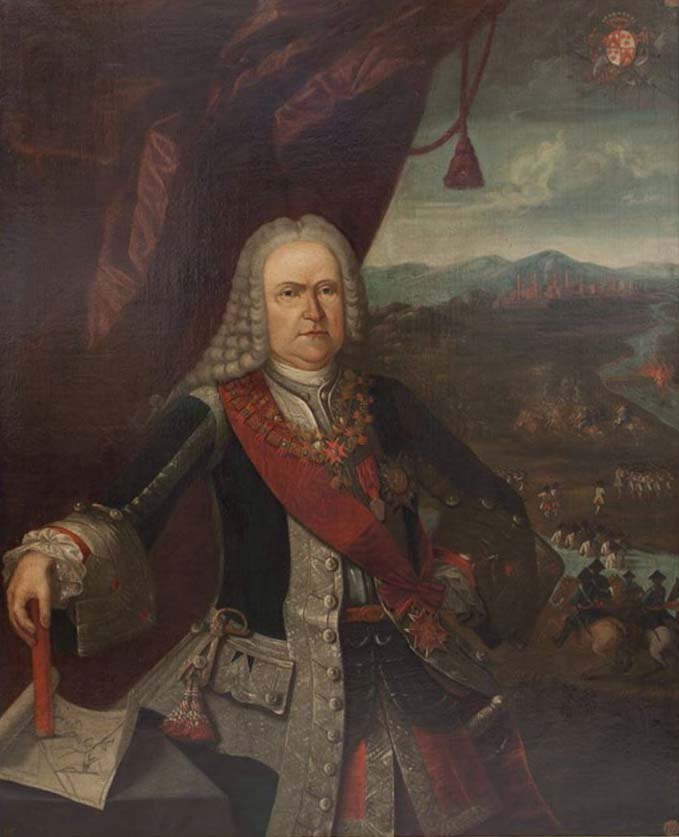
José Buenaventura Thierry Dumont de Gages

José Buenaventura Thierry Dumont de Gages, född 27 december 1682, död 31 januari 1753, var en spansk greve och militär.
Gages föddes i Belgien med gick som 20-åring i spansk tjänst och utmärkte sig under spanska tronföljdskriget, särskilt i slaget vid Villaviciosa 1710. 1742-46 förde Gages befälet över de spanska trupperna i Italien och besegrade österrikarna i slaget vid Campo Santo 1743 och i slaget vid Bassignano 1745. Av hovet tvingades han till det olyckliga slaget vid Piacenza 1746, och nedlade därefter befälet. 1749 blev Gages vicekung i Navarra och visade sig här som en god styresman.